# Jack Reacher: Never Go Back
Jack Reacher: Never Go Back (br: Jack Reacher: Sem Retorno; pt: Jack Reacher: Nunca Voltes Atrás) é um filme estadunidense de 2016 dos gêneros ação e suspense, dirigido por Edward Zwick, sequência de Jack Reacher, baseado no livro de Lee Child lançado em 2013.
Com orçamento de US$ 80 milhões, o filme foi gravado em Nova Orleãs.

## Sinopse
Jack Reacher volta à base militar onde serviu na Virgínia, para encontrar uma comandante para um jantar. Ao chegar, descobre que ela fora presa e assume a responsabilidade em encontrá-la e entender o que houve. Ao mesmo tempo, tenta provar sua inocência em relação a um crime do passado e descobre que pode ser pai.

## Elenco
- Tom Cruise - Jack Reacher
- Cobie Smulders - Turner
- Aldis Hodge - Espin
- Danika Yarosh - Samantha
- Patrick Heusinger - The Hunter
- Austin Hebert - Prudhomme
- Holt McCallany - Col. Morgan
- Robert Knepper - Gen. Harkness